# Valle de Panshir
El Valle de Panshir (del farsí: درهٔ پنجشير) es un valle localizado en el centro-norte del país asiático de Afganistán, a 120-150 km al norte de Kabul, en las estribaciones de la cordillera del Hindu Kush. Ubicado en la provincia de Panshir está dividido por el río Panjshir. El valle es habitado por más de 170 000 personas; es además la zona con la mayor concentración de tayikos en Afganistán. En abril de 2004, se convirtió en el corazón de la provincia de Panshir. También es notable por ser la cuna de Ahmad Shah Masud.

## Etimología
El nombre de Panshir significa «cinco leones» en persa. Se relaciona así con los cinco Pandavas del antiguo poema épico del Mahabharata. Los pandavas visitaron el lugar durante su viaje para encontrar el «Moksha».

## En la cultura popular
- El valle de Panshir es tema central de El valle de los leones, novela de espías de Ken Follett.
- The Afghan Campaign, novela histórica de Steven Pressfield.
- A Short Walk in the Hindu Kush, una descripción del mismo es mencionada por Eric Newby.
- The Lion's Grave, discurso del periodista Jon Lee Anderson.
- L'étoile du soldat,un film del director francés Christophe de Ponfilly.
- El Valle de Panshir es mencionado brevemente en el capítulo 6 de la cuarta temporada de The Boys

## Galería

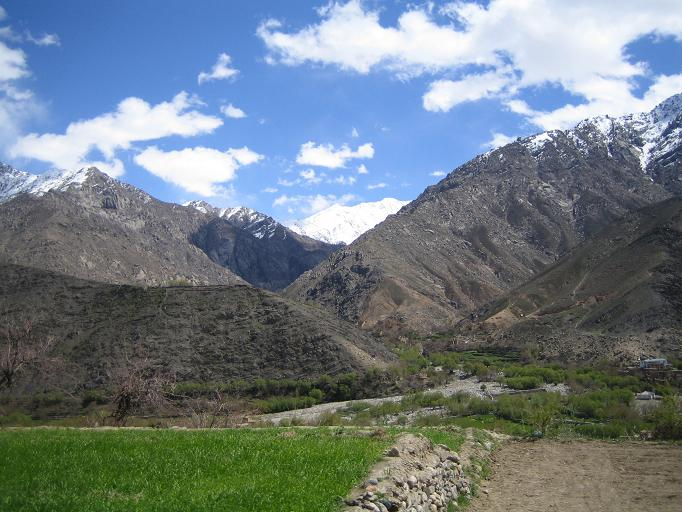
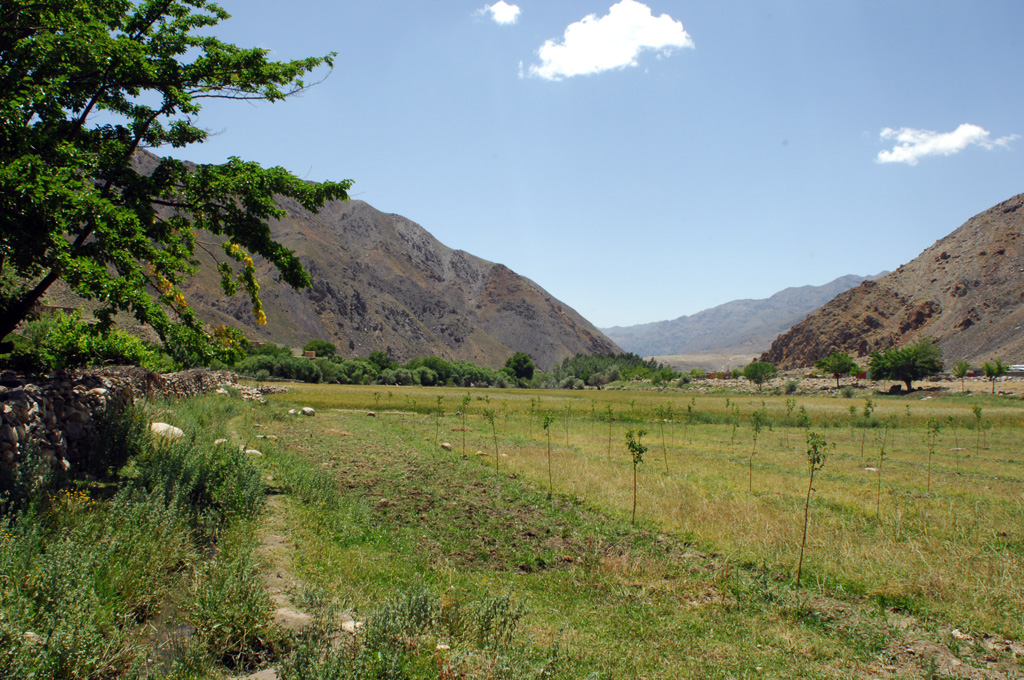
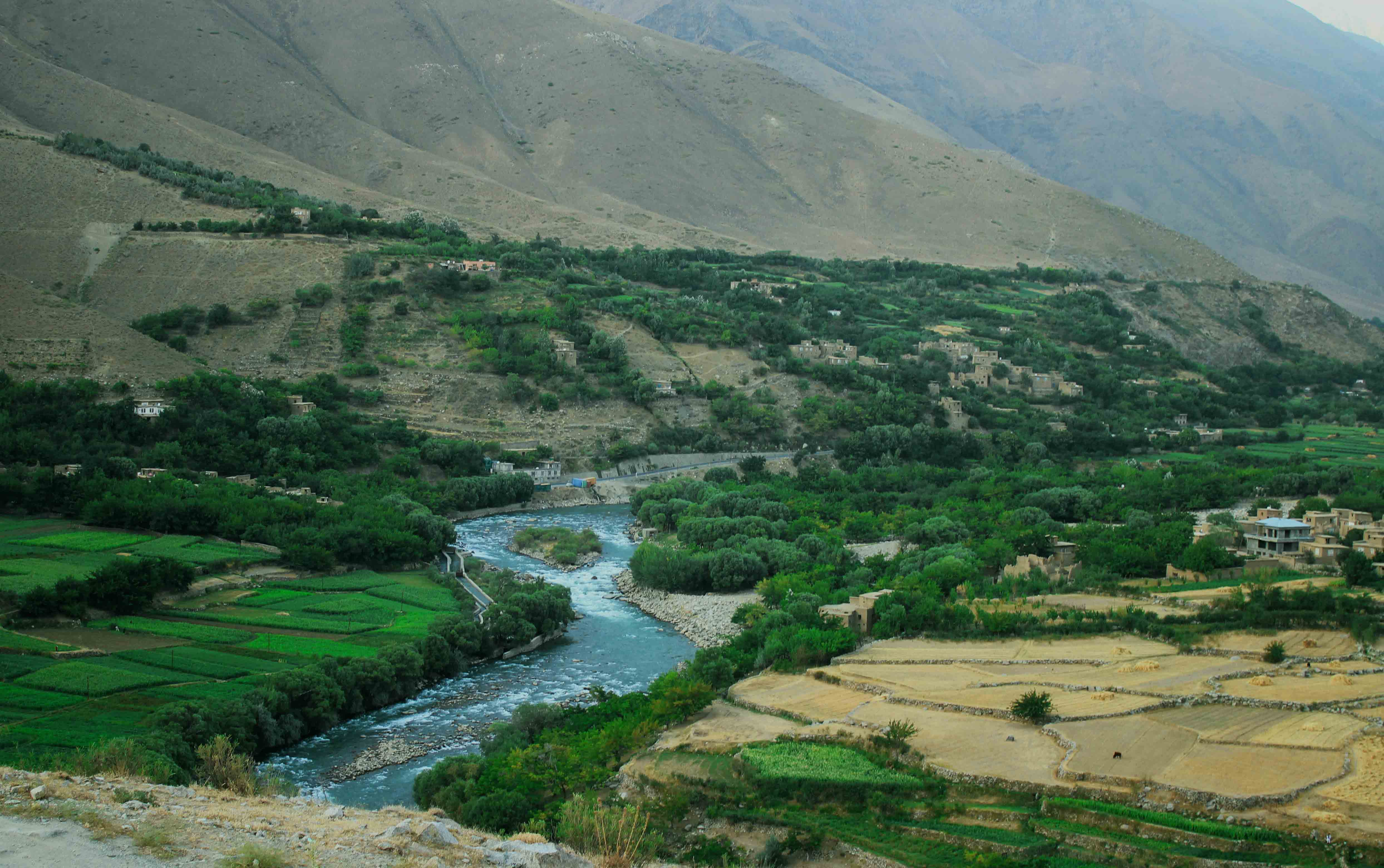
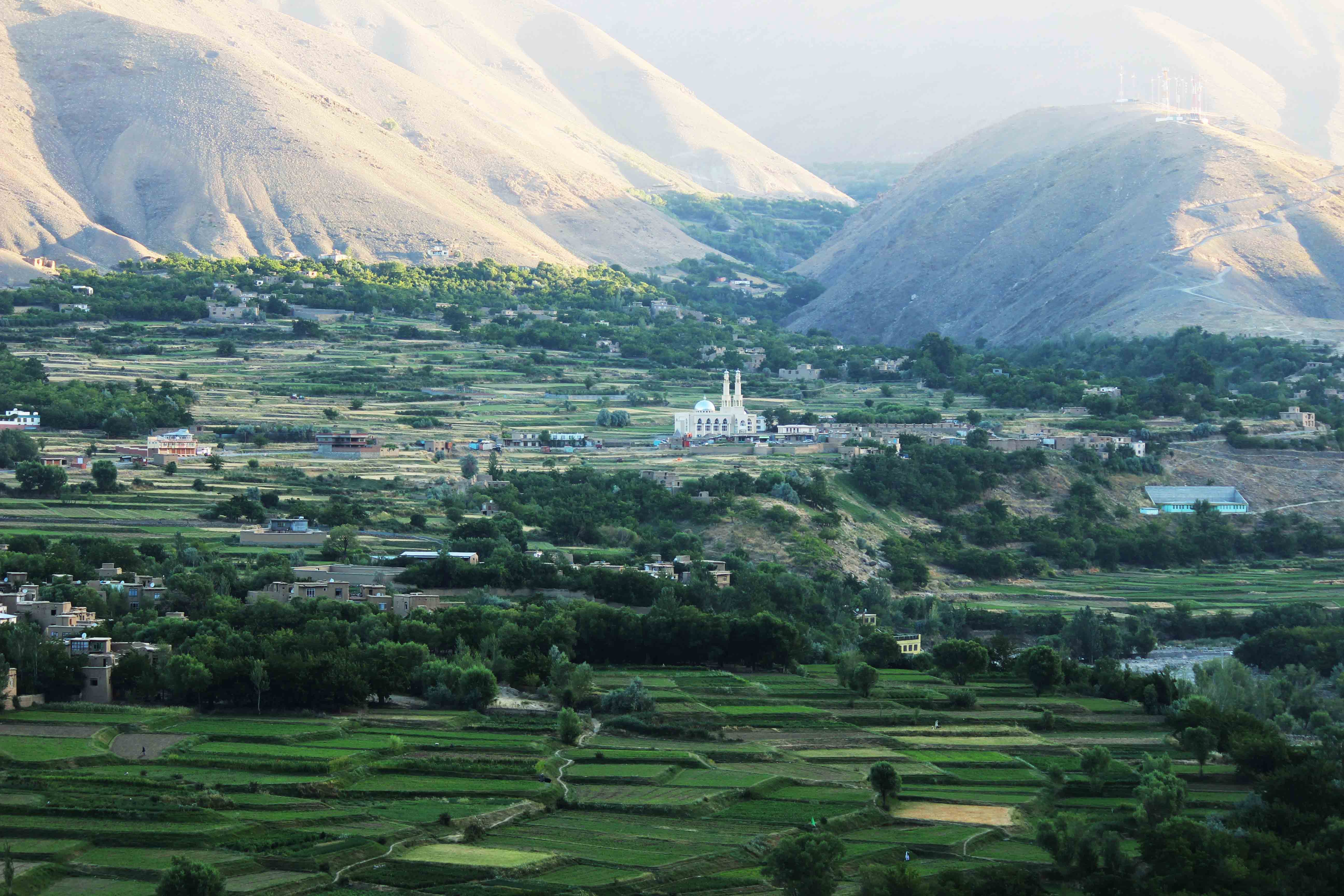